# Bracon javanicus
Bracon javanicus är en stekelart som beskrevs av Gyöö Viktor Szépligeti 1908. Bracon javanicus ingår i släktet Bracon och familjen bracksteklar. Inga underarter finns listade.